# Esmolol
L'esmolol est un antagoniste cardiosélectif des récepteurs bêta 1 injectable,. Il possède une durée d'action très courte, rapide et ne possède aucune activité sympathomimétique aux doses thérapeutiques.
C'est un antiarythmique de classe II. L'esmolol diminue la force et la vitesse des contractions cardiaques, il a donc un effet chronotrope négatif et un effet inotrope négatif. C'est un antagoniste des récepteurs bêta-adrénergiques du système nerveux sympathique. L'esmolol empêche l'action de deux substances naturelles : l'adrénaline et la noradrénaline qui sont les agonistes naturelles des récepteurs adrénergiques bêta1.
Il a été breveté en 1980 et approuvé pour un usage médical en 1987.